# Tastawinzaur
Tastawinzaur (Tastavinsaurus) – rodzaj zauropoda z grupy Titanosauriformes. Żył u schyłku wczesnej kredy (apt), około 120 mln lat temu. Gatunkiem typowym jest Tastavinsaurus sanzi. Nazwa rodzajowa pochodzi od Peñarroya de Tastavins – wsi w prowincji Teruel, w okolicach której po raz pierwszy odkryto jego szczątki – zaś epitet gatunkowy honoruje hiszpańskiego paleontologa, José Luísa Sanza.
W skałach pochodzenia morskiego w formacji Xert w południowo-wschodniej Hiszpanii odnaleziono jeden niekompletny szkielet tastawinzaura. Materiał kopalny obejmował trzy kręgi grzbietowe i fragment czwartego, dziewięć żeber, kość krzyżową, dwadzieścia pięć kręgów ogonowych, dwadzieścia jeden ostróg, obie kości biodrowe, łonowe, kulszowe i udowe, prawe: piszczel i kość strzałkową, sześć kości śródstopia i siedem paliczków. Jest to jeden z najbardziej kompletnych odnalezionych szkieletów wczesnokredowych europejskich zauropodów. W 2012 roku opisano niekompletny szkielet pozaczaszkowy tastawinzaura odkryty na stanowisku La Canaleta w Teruel.
Analiza kladystyczna przeprowadzona w 2008 roku zasugerowała, że Tastavinsaurus to takson siostrzany północnoamerykańskiego Venenosaurus. Bliskie pokrewieństwo tych rodzajów potwierdziła również analiza z 2012 roku, w której wraz z Cedarosaurus tworzyły klad Laurasiformes. Pokrewieństwo to neguje natomiast analiza D'Emica z tego samego roku, z której wynika, że Venenosaurus i Cedarosaurus były przedstawicielami rodziny Brachiosauridae, zaś Tastavinsaurus był bazalnym przedstawicielem siostrzanego do Brachiosauridae kladu Somphospondyli (obejmującego tytanozaury, euhelopy i ich najbliższych krewnych); według tej analizy Tastavinsaurus był taksonem siostrzanym do kladu obejmującego wszystkich pozostałych przedstawicieli Somphospondyli poza najbardziej bazalnymi rodzajami Ligabuesaurus i Sauroposeidon.